# Євдокія Дмитрівна
Євдокія Дмитрівна (1353—1407) — донька великого князя Суздальського Дмитра Костянтиновича. У 13-річному віці видана заміж за 15-річного великого князя Московського Дмитра Івановича. Відома своєю доброчинністю .
Також відома як преподобна Єфросинія Московська (в чернецтві); в 2007 році відзначалося 600-річчя її смерті, в ознаменування чого 21 серпня того ж року була заснована нова нагорода РПЦ — орден преподобної Єфросинії, великої княгині Московської.

## Родина
Батько — Дмитро Костянтинович (князь суздальський), мати — княгиня Анна. Їх інші діти: Василь Дмитрович Кірдяпа, родоначальник князів Шуйских;
Сімеон Дмитрович, помер в 1402 році в вигнанні в В'ятці;
Іван Дмитрович, загинув в 1377 році в битві на Пя'ні;
Марія Дмитрівна, вийшла заміж за московського боярина Микулу Васильовича Вельямінова, який загинув на Куликовому полі.

## Біографія

### В шлюбі з Дмитром Івановичем
В 1366 році батько видав Євдокію заміж за Великого князя московського Дмитра Івановича, пізніше прозваного Донським; шлюб був запорукою припинення міжусобної боротьби Московського та Суздальско-Нижегородського князівств і знаменував собою остаточне примирення двох князів.
Євдокія Дмитрівна провела з Дмитром Івановичем 22 роки в щасливому шлюбі, якому «земля Руська була рада». Вінчання відбувалося в Воскресенській церкви (одна з церков Коломенського кремля).

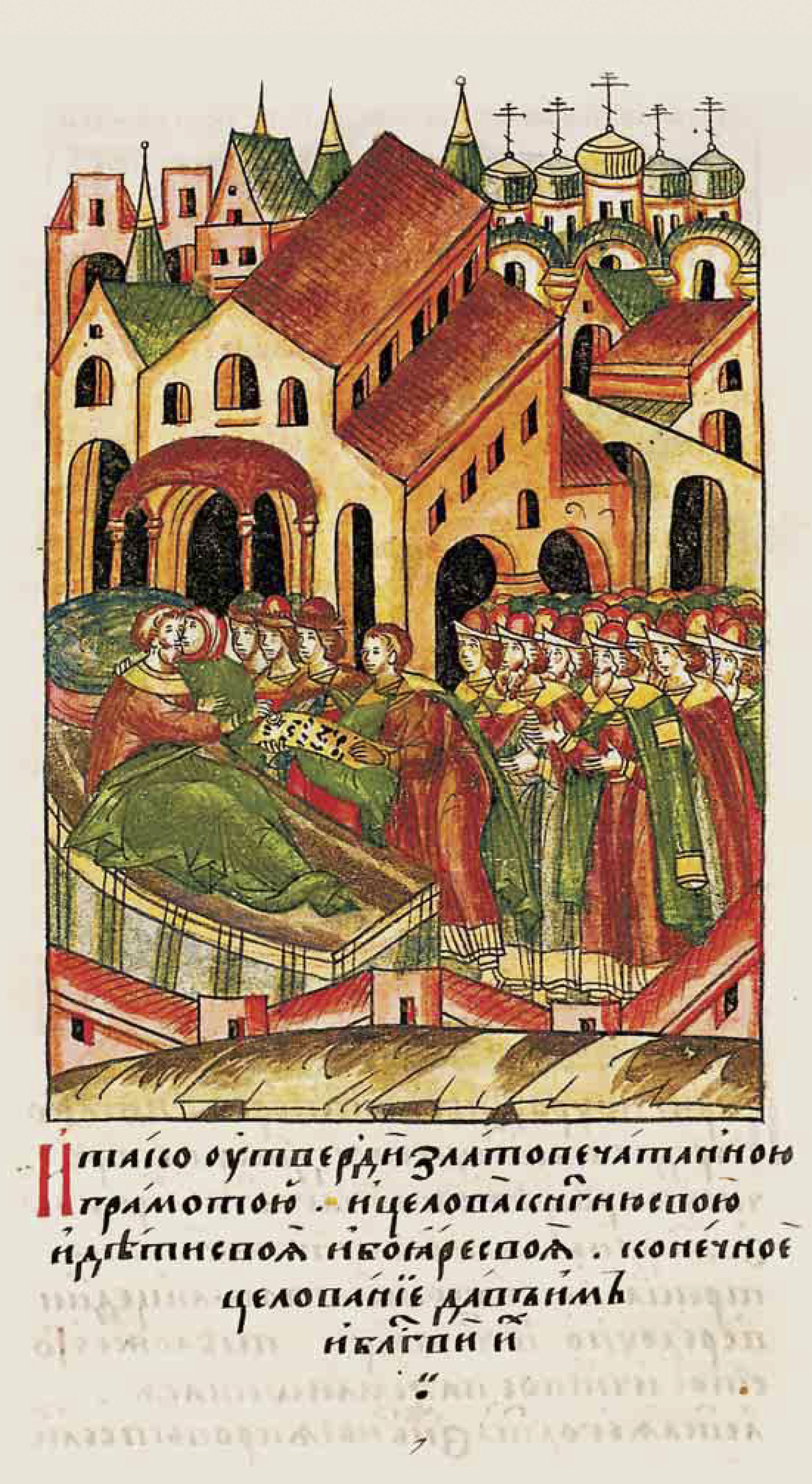
Дмитро Донський цілує дружину перед смертю

19 травня 1389 року Дмитро Донський помер у віці 38 років. Особовий літописний звід призводить розлогий плач княгині по його смерті: Навіщо ти помер, життя моя, дорогий мій, мене вдовою залишивши? Чому я не померла перед тобою? Згасло світло очей моїх. Де ти зараз, скарб життя мого? Чому не поговориш зі мною, прекрасне світло очей моїх? Чому так
рано зів'яв, виноград багатоплідний? Уже не подаси плода нагадую серцеві своєму, солодощі мого життя! Чому не подивишся на мене, чи не промовиш мені якогось слова? Невже забув мене? Чому не дивишся на мене і на дітей своїх, чому не відповідаєш їм? На кого ти мене покинув? Сонце моє, рано ти зайшло, місяць мій прекрасний, рано ти померк. Зірка східна, навіщо на захід йдеш? (…) Світе мій ясний, навіщо померк ти? Якщо Бог почує молитву твою, помолися за мене, княгиню твою. Разом з тобою жила, з тобою і вмерти хочу. І юність ще не залишила нас, і старість не наздогнала. На кого залишаєш мене і дітей своїх? Недовго раділа я з тобою: за веселощами прийшли плач і сльози, а за втіхою і радістю — нарікання і плач. Чому не вмерла я перед тобою, щоб не бачити смерти твоєї і своєї смерті! Чи чуєш, мій пан, слова мої сумні? Чому не зглянувся над моїми гіркими сльозами! Звірі в нори свої йдуть, птиці небесні до гнізд летять. Ти ж, пан, з дому свого так раптово йдеш. Хто я тепер? Залишилася без свого царя. Старі вдови — утіште мене, молоді вдови — плачте зі мною: вдова частка — гірка (…)

### Після смерті чоловіка

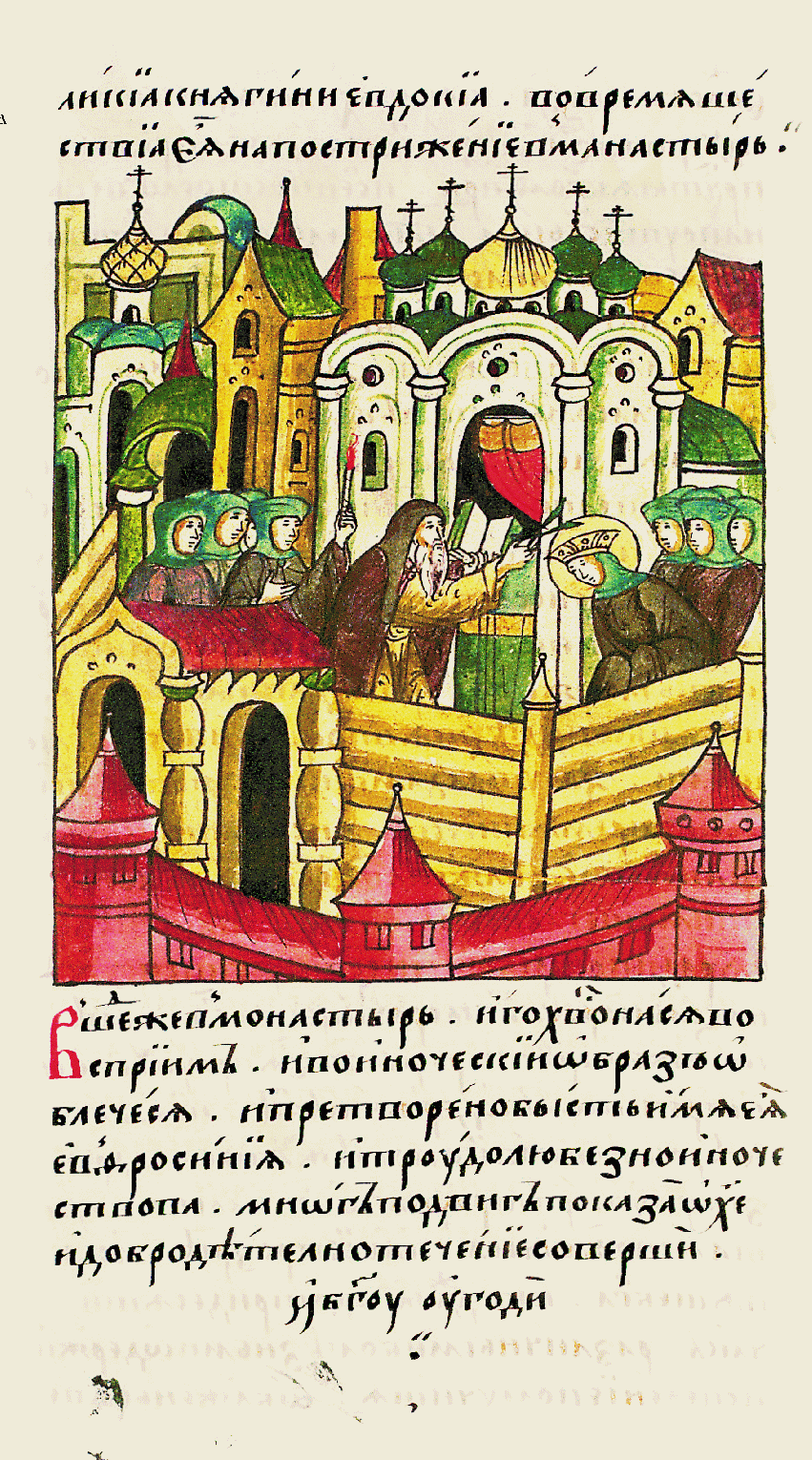
Княгиня приймає постриг (Особовий літописний звід)

З 1389 року, після смерті свого чоловіка, Євдокія Дмитрівна фактично стояла на чолі  Московського князівства. Була однією з найосвіченіших жінок своєї епохи. У столиці та інших російських містах Єфросинія побудувала велике число храмів і монастирів, зокрема:
- Знаменитий Вознесенський жіночий монастир (в дерев'яному виконанні);
- Церква Різдва Богородиці та прикрасила його кращими іконами, начинням, книгами; Різдвяний храм був освячений 11 лютого 1393 року в присутності всієї великокнязівської родини святителем [Кіпріяном, а через два роки був розписаний кращими іконописцями —  Феофаном греком і  Сімеоном Чорним;
- Горицкий монастир в  Переяславі, побудований на утримання княгині близько 1392 року;
- Церква Різдва Іоанна Предтечі в  Переяславі.

Крім того, під керівництвом Євдокії Дмитрівни збиралося ополчення, щоб захистити  Москву від навали Тамерлана.
На прохання княгині належало перемогу на Куликовому полі святкувати в Москві 8 вересня з особливою урочистістю.
17 травня 1407 року Євдокія Дмитрівна, віддалившись в Вознесенський жіночий монастир, прийняла чернецтво з ім'ям   Єфросинії  (сучасники стверджували, що в той день сталося близько трьох десятків  чудес). Через кілька днів черниця Єфросинія повеліла закласти новий кам'яний Вознесенський собор на місці дерев'яного. Проживши в чернецтві всього кілька тижнів, 7 липня 1407 року черниця Єфросинія померла і була похована в споруджуваному соборі (при вибуху собору в 1929 році її мощі були втрачені, але знову знайдені в 2002 році, після чого перенесені в [ [Архангельський собор (Москва) | Архангельський собор]]  Московського Кремля).

## Діти

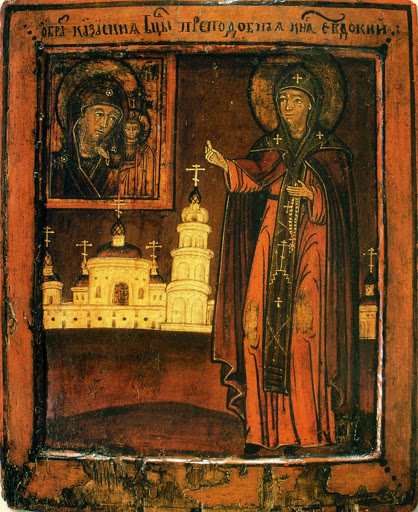
Ікона

Від князя Дмитра Євдокія Дмитрівна народила вісім синів і чотири доньки:

### Сини
1. Данило (1370—1379),
2. Василь (1371—1425) — великий князь Московсткий (Володимирський)
3. Юрій (1374—1434) — великий князь Московський (Володимирський),
4. Семен (помер у 1379 г.),
5. Іван (1380—1393) — в чернецтві Іоасаф,
6. Андрій (1382—1432) — удільний князь Можайський з 1389 року, родоначальник Можайських князів,
7. Петро (1385—1428) — князь Дмитровський з +1389, князь Углицький 1389—1405,
8. Костянтин 1389—1433) — князь Углицький;

### Доньки
1. Софія, з 1387 р дружина кн. Феодора Ольговича Рязанського,
2. Марія, з 1394 р дружина кн. Лугвенія (Семена) Ольгердовича,
3. Анастасія, з 1397 р дружина кн. Івана Всеволодовича Холмського,
4. Анна, рід. в 1387 р.- дружина кн. Юрія Патрикійович